# 사람과 나무
사람과 나무는 대한민국의 음악 그룹이다. 1993년 1집 앨범 [Unplugged]로 데뷔했다.

## 음반
- Forever Best 004 (1990)
- Unplugged (1993)
- 우리모두 여기에 6 (1995)
- 하나 더하기 하나 (1996)
- 명반시리즈 5 (1998)
- 내가 만난 세상 (1998)
- 추억만들기 6 (2000)
- 황수정의 러브레터 1집 (2000)
- Love (러브) (2001)
- 향기로운 추억 (2005)